# Münichreith-Laimbach
Münichreith-Laimbach è un comune austriaco di 1 667 abitanti nel distretto di Melk, in Bassa Austria. È stato istituito nel 1971 con la fusione dei comuni soppressi di Laimbach am Ostrong e Münichreith, che a sua volta nel 1966 aveva inglobato i comuni soppressi di Kehrbach, Kollnitz e Rappoltenreith.